# شهرک (خواف)
شهرک، روستایی است از توابع بخش سلامی و در شهرستان خواف استان خراسان رضوی ایران است.
این روستا قطب زنبور داری شهرستان خواف است و از لحاظ گیاهان دارویی بسیار غنی و پربار است، در این روستا گیاهان دارویی همچون: کلپوره، آویشن و… وجود دارد.
همچنین در کوه‌های این روستا (ریواس) نیز می‌روید.
این روستا دارای جاذبه‌های گردشگری از جمله کبوتر دره نیز می‌باشد.

## جمعیت
این روستا در دهستان بالاخواف قرار داشته و بر اساس سرشماری سال ۱۳۹۵ جمعیت آن (۳۰۰خانوار) ۱۱۰۰نفر
بوده‌است.